# Мирјана Ђурђевић (књижевница)
Мирјана Ђурђевић (Београд, 1956) српска и постјугословенска је књижевница. Пише романе, приче, есеје, драмске текстове, научне и стручне радове.

## Биографија
Мирјана Ђурђевић рођена је 1956. године у Београду, где и данас живи и ради. Докторка је техничких наука и професорка Високе грађевинско-геодетске школе на предметима Хидротехника, Градски инфраструктурни системи, Екологија и Методологија научног истраживања. Књижевношћу се бави од 2001. године. 

## Награде
- За роман Деда Ранкове рибље теорије добила је награду „Женско перо“ за 2004. годину
- За роман Каја, Београд и добри Американац добила је регионалну награду награду „Меша Селимовић“ за најбољи роман објављен на простору Србије, Хрватске, Босне и Херцеговине и Црне горе у 2009. години

## Романи
- Час анатомије на Грађевинском факултету (2001)
- Трећи сектор или сама жена у транзицији (2001, 2006)
- Убиство у академији наука (2002, 2007)
- Паркинг светог Саватија (2003, 2008)
- Деда Ранкове рибље теорије (2004, 2010)
- Аждајин осмех (2004)
- Jacuzzi у лифту (2005, 2014)
- Први други, трећи човек – српске легенде (2006, 2007)
- Чувари светиње (2007, 2008, 2014)
- Чим преживим овај роман (2008, 2009)
- Каја, Београд и добри Американац (2009, 2010, 2011, 2012, 2014, 2015)
- Kaya, Belgrade and the Good American (2010)
- Бремасони (2011, 2012)
- Леш у фундусу (2012)
- Бункер swing (2013, 2014)
- Одлазак у јолки палки (2016)
- Бункер патка (2019)
- Мица, Београд и одвратни Британац (2022)